# De Danske Bilimportører
De Danske Bilimportører (også kaldet DBI) er brancheorganisationen for bilimportører i Danmark, hvis primære opgave er at varetage danske bilimportørers interesser på det danske marked. Organisationen blev stiftet i 1940 og hed indtil foråret 1997 "Automobil Importørernes Sammenslutning". Mads Rørvig har siden sommeren 2020 været adm. direktør for organisationen.

## Sekretariat
Den daglige drift af organisationen drives af sekretariatet, der er beliggende på Rådhuspladsen i København. Foruden selve sekretariatet anvendes konsulenter, rådgivere og faglige udvalg med deltagelse af medlemmernes specialister. Organisationen ledes af den adm. direktør, som ansættes af bestyrelsen.

## Kerneopgaver
De Danske Bilimportører er leverandør af viden om bilbranchen og arbejder indenfor tre primære områder: Politik og meningsdannelse, brancheløsninger og medlemssager.

### Politik og meningsdannelse
- Officiel høringspart i forhold til ny lovgivning
- Repræsentant i brancherelaterede råd, nævn og udvalg
- Deltager i samfundsdebatten og er aktive i medierne
- Dansk repræsentant i internationale bilimportør- og bilproducentorganisationer, herunder ACEA Arkiveret 10. november 2020 hos  Wayback Machine.

### Brancheløsninger
- Faciliterer udvikling og tilbyder IT-løsninger specielt indenfor statistik og systemer til indregistrering samt databehandling i forhold til myndighederne
- Genbrugs- og miljøløsninger relateret til produktansvar for udtjente biler
- Kursusvirksomhed indenfor markedsføring, persondata, bilstatistik mv.

### Medlemssager
- Fører sager af principiel betydning for branchen
- Afklarer og fortolker lovgivning og styresignaler
- Generel og juridisk rådgivning af medlemmerne
- Formidler nye love og bekendtgørelser til medlemmerne

## Holdninger
De Danske Bilimportørers arbejder aktivt på at fremme de danske bilimportørers vilkår og sikre størst mulig indflydelse på de politiske beslutningsprocesser ud fra følgende målsætninger:
- Anskaffelse af nye biler skal ske med udgangspunkt i det reelle transportbehov og ikke i afgiftstænkning
- Danske bilimportører skal have samme konkurrencevilkår som bilimportører i andre EU-lande
- Registreringsafgiften skal reformeres, så man opnår:
  - En bilafgift uden noget værdielement
  - Bilafgiften bør gøres løbende
  - En lavere bilbeskatning[1]

De Danske Bilimportører udgav i samarbejde med FDM og Bilbranchen i DI publikationen Bedre biler på de danske veje Arkiveret 26. oktober 2020 hos  Wayback Machine i 2015, der indgående beskriver principper for nye og fremtidssikrede bilafgifter i Danmark.